# Olympisches Fußballturnier 1980/Finalrunde

## Übersicht
Mit dem Ende der Gruppenphase waren 8 Mannschaften für die Finalrunde qualifiziert:
| Gruppe A       | Gruppe B            | Gruppe C    | Gruppe D       |
| -------------- | ------------------- | ----------- | -------------- |
| 1. Sowjetunion | 1. Tschechoslowakei | 1. DDR      | 1. Jugoslawien |
| 2. Kuba        | 2. Kuwait           | 2. Algerien | 2. Irak        |

## Spielplan Finalrunde
| Viertelfinale | Viertelfinale    | Viertelfinale |     |                  | Halbfinale       | Halbfinale | Halbfinale  |                  |                  | Finale           | Finale | Finale |
|               |                  |               |     |                  |                  |            |             |                  |                  |                  |        |        |
| 1.A           | Sowjetunion      | 2             |     |                  |                  |            |             |                  |                  |                  |        |        |
| 2.B           | Kuwait           | 1             |     |                  |                  |            |             |                  |                  |                  |        |        |
|               |                  |               | VF1 | Sowjetunion      | 0                |            |             |                  |                  |                  |        |        |
|               |                  |               |     | VF2              | DDR              | 1          |             |                  |                  |                  |        |        |
| 1.C           | DDR              | 4             |     |                  |                  |            |             |                  |                  |                  |        |        |
| 2.D           | Irak             | 0             |     |                  |                  |            | Endspiel    | Endspiel         | Endspiel         |                  |        |        |
|               |                  |               | HF1 | DDR              | 0                |            |             |                  |                  |                  |        |        |
|               |                  |               |     | HF2              | Tschechoslowakei | 1          |             |                  |                  |                  |        |        |
| 1.B           | Tschechoslowakei | 3             |     |                  |                  |            |             |                  |                  |                  |        |        |
| 2.A           | Kuba             | 0             |     |                  |                  |            |             |                  |                  |                  |        |        |
|               |                  |               | VF3 | Tschechoslowakei | 2                |            |             |                  |                  |                  |        |        |
|               |                  |               |     | VF4              | Jugoslawien      | 0          |             | Spiel um Platz 3 | Spiel um Platz 3 | Spiel um Platz 3 |        |        |
| 1.D           | Jugoslawien      | 3             |     |                  |                  | HF1        | Sowjetunion | 2                |                  |                  |        |        |
| 2.C           | Algerien         | 0             |     |                  |                  |            | HF2         | Jugoslawien      | 0                |                  |        |        |
|               |                  |               |     |                  |                  |            |             |                  |                  |                  |        |        |

## Viertelfinale

### Sowjetunion – Kuwait 2:1 (1:0)
| Sowjetunion                                                          | Sowjetunion | Kuwait | Kuwait |
| -------------------------------------------------------------------- | --- | --- | ------ |
| Sowjetunion                                                          | \| 1. Viertelfinale \| \| Sonntag, 27. Juli 1980 um 17:00 Uhr (MEZ) in Moskau (Dynamo-Stadion) \| \| Zuschauer: 51.000 \| \| Schiedsrichter: Mario Rubio Vázquez ( Mexiko) \| \| Spielbericht \|                                                                                              | \| 1. Viertelfinale \| \| Sonntag, 27. Juli 1980 um 17:00 Uhr (MEZ) in Moskau (Dynamo-Stadion) \| \| Zuschauer: 51.000 \| \| Schiedsrichter: Mario Rubio Vázquez ( Mexiko) \| \| Spielbericht \| | Kuwait |
| Sowjetunion                                                          | Rinat Dassajew – Aleksandre Tschiwadse – Tengis Sulakwelidse, Wagis Chidijatullin, Oleg Romanzew – Fjodor Tscherenkow, Wolodymyr Bessonow, Juri Gawrilow (80. Waleri Gassajew), Sergei Schawlo – Rewas Tschelebadse (46. Choren Howhannisjan), Sergei Andrejew Cheftrainer: Konstantin Beskow | Ahmad at-Tarabulsi – Mahmud Mubarak – Na'im Sa'd, Jamal al-Qabendi, Waleed al-Jasem Mubarak (61. Sami al-Hashash) – Fathi Kamel Marzouq, Hamud asch-Schammari (67. Yusif as-Suwayid), Sa'd al-Huti, Hamad Khaled Bo Hamad – Dschasim Ya'qub Sultan, Faisal ad-Dachil Cheftrainer: Carlos Alberto Parreira ( Brasilien) | Kuwait |
| Sowjetunion                                                          | 1:0 Tscherenkow (30.) 2:0 Gawrilow (51.) | 2:1 Yacoub Sultan (59.) | Kuwait |
| Sowjetunion                                                          | Sulakwelidse (85.) | Yacoub Sultan (85.), Jumaa Mubarak (87.) | Kuwait |
| 1. Viertelfinale                                                     | | |        |
| Sonntag, 27. Juli 1980 um 17:00 Uhr (MEZ) in Moskau (Dynamo-Stadion) | | |        |
| Zuschauer: 51.000                                                    | | |        |
| Schiedsrichter: Mario Rubio Vázquez ( Mexiko)                        | | |        |
| Spielbericht                                                         | | |        |

### Tschechoslowakei – Kuba 3:0 (1:0)
| Tschechoslowakei                                                       | Tschechoslowakei | Kuba | Kuba |
| ---------------------------------------------------------------------- | --- | --- | ---- |
| Tschechoslowakei                                                       | \| 2. Viertelfinale \| \| Sonntag, 27. Juli 1980 um 17:00 Uhr (MEZ) in Leningrad (Kirow-Stadion) \| \| Zuschauer: 70.000 \| \| Schiedsrichter: Enrique Labo Revoredo ( Peru) \| \| Spielbericht \|        | \| 2. Viertelfinale \| \| Sonntag, 27. Juli 1980 um 17:00 Uhr (MEZ) in Leningrad (Kirow-Stadion) \| \| Zuschauer: 70.000 \| \| Schiedsrichter: Enrique Labo Revoredo ( Peru) \| \| Spielbericht \|                          | Kuba |
| Tschechoslowakei                                                       | Stanislav Seman – Libor Radimec – Josef Mazura, Luděk Macela , František Kunzo – Oldřich Rott, Jan Berger, Zdeněk Šreiner – Lubomír Pokluda, Ladislav Vízek, Verner Lička Cheftrainer: František Havránek | Fermín Madera – Carlos Loredo – Amado Povea, Luis Dreké, Luis Sánchez – Dagoberto Lara, Regino Delgado, Roberto Pereira (64. Luis Hernández) – Jorge Massó, Andrés Roldán, Ramón Núñez Cheftrainer: Tibor Ivanics ( Ungarn) | Kuba |
| Tschechoslowakei                                                       | 1:0 Vízek (29.) 2:0 Vízek (59.) 3:0 Pokluda (90.) | | Kuba |
| Tschechoslowakei                                                       | Macela (51.) | Delgado (72.) | Kuba |
| 2. Viertelfinale                                                       | | |      |
| Sonntag, 27. Juli 1980 um 17:00 Uhr (MEZ) in Leningrad (Kirow-Stadion) | | |      |
| Zuschauer: 70.000                                                      | | |      |
| Schiedsrichter: Enrique Labo Revoredo ( Peru)                          | | |      |
| Spielbericht                                                           | | |      |

### DDR – Irak 4:0 (4:0)
| DDR                                                                      | DDR | Irak | Irak |
| ------------------------------------------------------------------------ | --- | --- | ---- |
| DDR                                                                      | \| 3. Viertelfinale \| \| Sonntag, 27. Juli 1980 um 17:00 Uhr (MEZ) in Kiew (Stadion der Republik) \| \| Zuschauer: 100.000 \| \| Schiedsrichter: Romualdo Arppi Filho ( Brasilien) \| \| Spielbericht \|                                                            | \| 3. Viertelfinale \| \| Sonntag, 27. Juli 1980 um 17:00 Uhr (MEZ) in Kiew (Stadion der Republik) \| \| Zuschauer: 100.000 \| \| Schiedsrichter: Romualdo Arppi Filho ( Brasilien) \| \| Spielbericht \| | Irak |
| DDR                                                                      | Bodo Rudwaleit – Norbert Trieloff – Matthias Müller, Lothar Hause, Frank Baum – Frank Terletzki (72. Matthias Liebers), Rüdiger Schnuphase, Wolfgang Steinbach – Jürgen Bähringer, Dieter Kühn (46. Andreas Trautmann), Wolf-Rüdiger Netz Cheftrainer: Rudolf Krause | Abdul-Fatah Nasif Jassim (23. Kadom Shibib Abdulsada) – Jamal Ali Hamza (74. Nazar Asmraf Salman) – Adnan Dirjal Mutar, Hassan Faran Hassoun , Ibrahim Ali Kadhum – Alaa Ahmed Khdayir, Adil Khadhayr Hafidh, Ali Kadhim Nassir – Hadi Ahmad Basheer, Falah Hassan, Hussein Saeed Mohammed Cheftrainer: Anwar Jassam Houbi | Irak |
| DDR                                                                      | 1:0 Schnuphase (4., Foulelfmeter) 2:0 Netz (11.) 3:0 Steinbach (17.) 4:0 Terletzki (22.) | | Irak |
| DDR                                                                      | Hause (62.) | Khdayir (28.), Hassoun (71.) | Irak |
| DDR                                                                      | Khdayir (80.) | | Irak |
| 3. Viertelfinale                                                         | | |      |
| Sonntag, 27. Juli 1980 um 17:00 Uhr (MEZ) in Kiew (Stadion der Republik) | | |      |
| Zuschauer: 100.000                                                       | | |      |
| Schiedsrichter: Romualdo Arppi Filho ( Brasilien)                        | | |      |
| Spielbericht                                                             | | |      |

### Jugoslawien – Algerien 3:0 (2:0)
| Jugoslawien                                                         | Jugoslawien | Algerien | Algerien |
| ------------------------------------------------------------------- | --- | --- | -------- |
| Jugoslawien                                                         | \| 4. Viertelfinale \| \| Sonntag, 27. Juli 1980 um 17:00 Uhr (MEZ) in Minsk (Dinamo-Stadion) \| \| Zuschauer: 50.000 \| \| Schiedsrichter: Klaus Scheurell ( DDR) \| \| Spielbericht \|                                                               | \| 4. Viertelfinale \| \| Sonntag, 27. Juli 1980 um 17:00 Uhr (MEZ) in Minsk (Dinamo-Stadion) \| \| Zuschauer: 50.000 \| \| Schiedsrichter: Klaus Scheurell ( DDR) \| \| Spielbericht \|                                          | Algerien |
| Jugoslawien                                                         | Dragan Pantelić – Vladimir Matijević – Zoran Vujović, Boro Primorac, Miloš Hrstić – Nikica Cukrov, Ante Miročević (81. Ivan Gudelj), Miloš Šestić (77. Mišo Krstičević), Nikica Klinčarski – Zlatko Vujović, Srebrenko Repčić Cheftrainer: Ivan Toplak | Mourad Amara – Mahmoud Guendouz – Chaabane Merzekane, Mohamed Khedis, Salah Larbès – Bouzid Mahyouz, Ali Fergani , Lakhdar Belloumi – Tedj Bensaoula, Rabah Madjer, Salah Assad (73. Djamel Menad) Cheftrainer: Mahieddine Khalef | Algerien |
| Jugoslawien                                                         | 1:0 Miročević (5.) 2:0 Šestić (19.) 3:0 Zoran Vujović (70.) | | Algerien |
| Jugoslawien                                                         | Hrstić (23.), Miročević (39.) | Merzekane (33.), Mahyouz (54.) | Algerien |
| 4. Viertelfinale                                                    | | |          |
| Sonntag, 27. Juli 1980 um 17:00 Uhr (MEZ) in Minsk (Dinamo-Stadion) | | |          |
| Zuschauer: 50.000                                                   | | |          |
| Schiedsrichter: Klaus Scheurell ( DDR)                              | | |          |
| Spielbericht                                                        | | |          |

## Halbfinale

### Sowjetunion – DDR 0:1 (0:1)
| Sowjetunion                                                         | Sowjetunion | DDR | DDR |
| ------------------------------------------------------------------- | --- | --- | --- |
| Sowjetunion                                                         | \| 1. Halbfinale \| \| Dienstag, 29. Juli 1980 um 19:00 Uhr (MEZ) in Moskau (Leninstadion) \| \| Zuschauer: 95.000 \| \| Schiedsrichter: Ulf Eriksson ( Schweden) \| \| Spielbericht \|                                                    | \| 1. Halbfinale \| \| Dienstag, 29. Juli 1980 um 19:00 Uhr (MEZ) in Moskau (Leninstadion) \| \| Zuschauer: 95.000 \| \| Schiedsrichter: Ulf Eriksson ( Schweden) \| \| Spielbericht \|                                                                      | DDR |
| Sowjetunion                                                         | Rinat Dassajew – Aleksandre Tschiwadse – Tengis Sulakwelidse, Wagis Chidijatullin, Oleg Romanzew – Fjodor Tscherenkow, Wolodymyr Bessonow, Juri Gawrilow, Sergei Schawlo – Sergei Andrejew, Waleri Gassajew Cheftrainer: Konstantin Beskow | Bodo Rudwaleit – Norbert Trieloff – Matthias Müller, Artur Ullrich – Frank Terletzki , Lothar Hause, Rüdiger Schnuphase (90. Matthias Liebers), Frank Baum (83. Frank Uhlig), Wolfgang Steinbach – Dieter Kühn, Wolf-Rüdiger Netz Cheftrainer: Rudolf Krause | DDR |
| Sowjetunion                                                         | 0:1 Netz (16.) | | DDR |
| Sowjetunion                                                         | Romanzew (54.) | | DDR |
| 1. Halbfinale                                                       | | |     |
| Dienstag, 29. Juli 1980 um 19:00 Uhr (MEZ) in Moskau (Leninstadion) | | |     |
| Zuschauer: 95.000                                                   | | |     |
| Schiedsrichter: Ulf Eriksson ( Schweden)                            | | |     |
| Spielbericht                                                        | | |     |

### Tschechoslowakei – Jugoslawien 2:0 (2:0)
| Tschechoslowakei                                                      | Tschechoslowakei | Jugoslawien | Jugoslawien |
| --------------------------------------------------------------------- | --- | --- | ----------- |
| Tschechoslowakei                                                      | \| 2. Halbfinale \| \| Dienstag, 29. Juli 1980 um 19:00 Uhr (MEZ) in Moskau (Dynamo-Stadion) \| \| Zuschauer: 48.000 \| \| Schiedsrichter: Franz Wöhrer ( Österreich) \| \| Spielbericht \|                                                              | \| 2. Halbfinale \| \| Dienstag, 29. Juli 1980 um 19:00 Uhr (MEZ) in Moskau (Dynamo-Stadion) \| \| Zuschauer: 48.000 \| \| Schiedsrichter: Franz Wöhrer ( Österreich) \| \| Spielbericht \|                                           | Jugoslawien |
| Tschechoslowakei                                                      | Stanislav Seman – Libor Radimec – Josef Mazura, Rostislav Václavíček, František Kunzo – Oldřich Rott, Jan Berger, Zdeněk Šreiner – Ladislav Vízek, Lubomír Pokluda (72. Petr Němec), Verner Lička (84. Jindřich Svoboda) Cheftrainer: František Havránek | Dragan Pantelić – Vladimir Matijević – Zoran Vujović, Boro Primorac, Miloš Hrstić – Nikica Cukrov (74. Mišo Krstičević), Ante Miročević , Miloš Šestić, Nikica Klinčarski – Zlatko Vujović, Srebrenko Repčić Cheftrainer: Ivan Toplak | Jugoslawien |
| Tschechoslowakei                                                      | 1:0 Lička (4.) 2:0 Šreiner (18.) | | Jugoslawien |
| Tschechoslowakei                                                      | Kunzo (57.), Berger (87.) | Matijević (63.) | Jugoslawien |
| 2. Halbfinale                                                         | | |             |
| Dienstag, 29. Juli 1980 um 19:00 Uhr (MEZ) in Moskau (Dynamo-Stadion) | | |             |
| Zuschauer: 48.000                                                     | | |             |
| Schiedsrichter: Franz Wöhrer ( Österreich)                            | | |             |
| Spielbericht                                                          | | |             |

## Spiel um Platz 3

### Sowjetunion – Jugoslawien 2:0 (0:0)
| Sowjetunion                                                           | Sowjetunion | Jugoslawien | Jugoslawien |
| --------------------------------------------------------------------- | --- | --- | ----------- |
| Sowjetunion                                                           | \| Spiel um Platz 3 \| \| Freitag, 1. August 1980 um 19:00 Uhr (MEZ) in Moskau (Dynamo-Stadion) \| \| Zuschauer: 51.000 \| \| Schiedsrichter: Robert Valentine ( Schottland) \| \| Spielbericht \|                                                                                           | \| Spiel um Platz 3 \| \| Freitag, 1. August 1980 um 19:00 Uhr (MEZ) in Moskau (Dynamo-Stadion) \| \| Zuschauer: 51.000 \| \| Schiedsrichter: Robert Valentine ( Schottland) \| \| Spielbericht \|                                 | Jugoslawien |
| Sowjetunion                                                           | Rinat Dassajew – Aleksandre Tschiwadse – Tengis Sulakwelidse, Wagis Chidijatullin, Oleg Romanzew – Fjodor Tscherenkow (72. Serhij Baltatscha), Wolodymyr Bessonow, Juri Gawrilow, Sergei Schawlo – Sergei Andrejew, Waleri Gassajew (46. Choren Howhannisjan) Cheftrainer: Konstantin Beskow | Tomislav Ivković – Boro Primorac – Zoran Vujović, Nikica Klinčarski – Nikica Cukrov, Mišo Krstičević (78. Srebrenko Repčić), Ivan Gudelj, Miloš Šestić, Dževad Šećerbegović – Zlatko Vujović, Dušan Pešić Cheftrainer: Ivan Toplak | Jugoslawien |
| Sowjetunion                                                           | 1:0 Howhannisjan (67.) 2:0 Andrejew (82.) | | Jugoslawien |
| Sowjetunion                                                           | Tschiwadse (32.), Romanzew (41.) | Šestić (25.), Primorac (85.) | Jugoslawien |
| Spiel um Platz 3                                                      | | |             |
| Freitag, 1. August 1980 um 19:00 Uhr (MEZ) in Moskau (Dynamo-Stadion) | | |             |
| Zuschauer: 51.000                                                     | | |             |
| Schiedsrichter: Robert Valentine ( Schottland)                        | | |             |
| Spielbericht                                                          | | |             |

## Finale

### DDR – Tschechoslowakei 0:1 (0:0)
| DDR                                                                 | DDR | Tschechoslowakei | Tschechoslowakei |
| ------------------------------------------------------------------- | --- | --- | ---------------- |
| DDR                                                                 | \| Finale \| \| Samstag, 2. August 1980 um 18:00 Uhr (MEZ) in Moskau (Leninstadion) \| \| Zuschauer: 70.000 \| \| Schiedsrichter: Eldar Asimsade ( Sowjetunion) \| \| Spielbericht \|                                                                         | \| Finale \| \| Samstag, 2. August 1980 um 18:00 Uhr (MEZ) in Moskau (Leninstadion) \| \| Zuschauer: 70.000 \| \| Schiedsrichter: Eldar Asimsade ( Sowjetunion) \| \| Spielbericht \|                                                                | Tschechoslowakei |
| DDR                                                                 | Bodo Rudwaleit – Norbert Trieloff – Matthias Müller, Lothar Hause (81. Matthias Liebers), Artur Ullrich – Frank Terletzki , Rüdiger Schnuphase, Wolfgang Steinbach, Frank Baum – Dieter Kühn (58. Werner Peter), Wolf-Rüdiger Netz Cheftrainer: Rudolf Krause | Stanislav Seman – Libor Radimec – Josef Mazura, Luděk Macela , Zdeněk Rygel – Oldřich Rott, Jan Berger, František Štambacher – Ladislav Vízek (74. Jindřich Svoboda), Lubomír Pokluda (63. Petr Němec), Verner Lička Cheftrainer: František Havránek | Tschechoslowakei |
| DDR                                                                 | 0:1 Svoboda (77.) | | Tschechoslowakei |
| DDR                                                                 | Steinbach (6.), Baum (63.), Terletzki (72.) | Rott (6.), Radimec (54.) | Tschechoslowakei |
| DDR                                                                 | Steinbach (58.) | Berger (58.) | Tschechoslowakei |
| Finale                                                              | | |                  |
| Samstag, 2. August 1980 um 18:00 Uhr (MEZ) in Moskau (Leninstadion) | | |                  |
| Zuschauer: 70.000                                                   | | |                  |
| Schiedsrichter: Eldar Asimsade ( Sowjetunion)                       | | |                  |
| Spielbericht                                                        | | |                  |